# Johann Zahn
Pour les articles homonymes, voir Zahn.

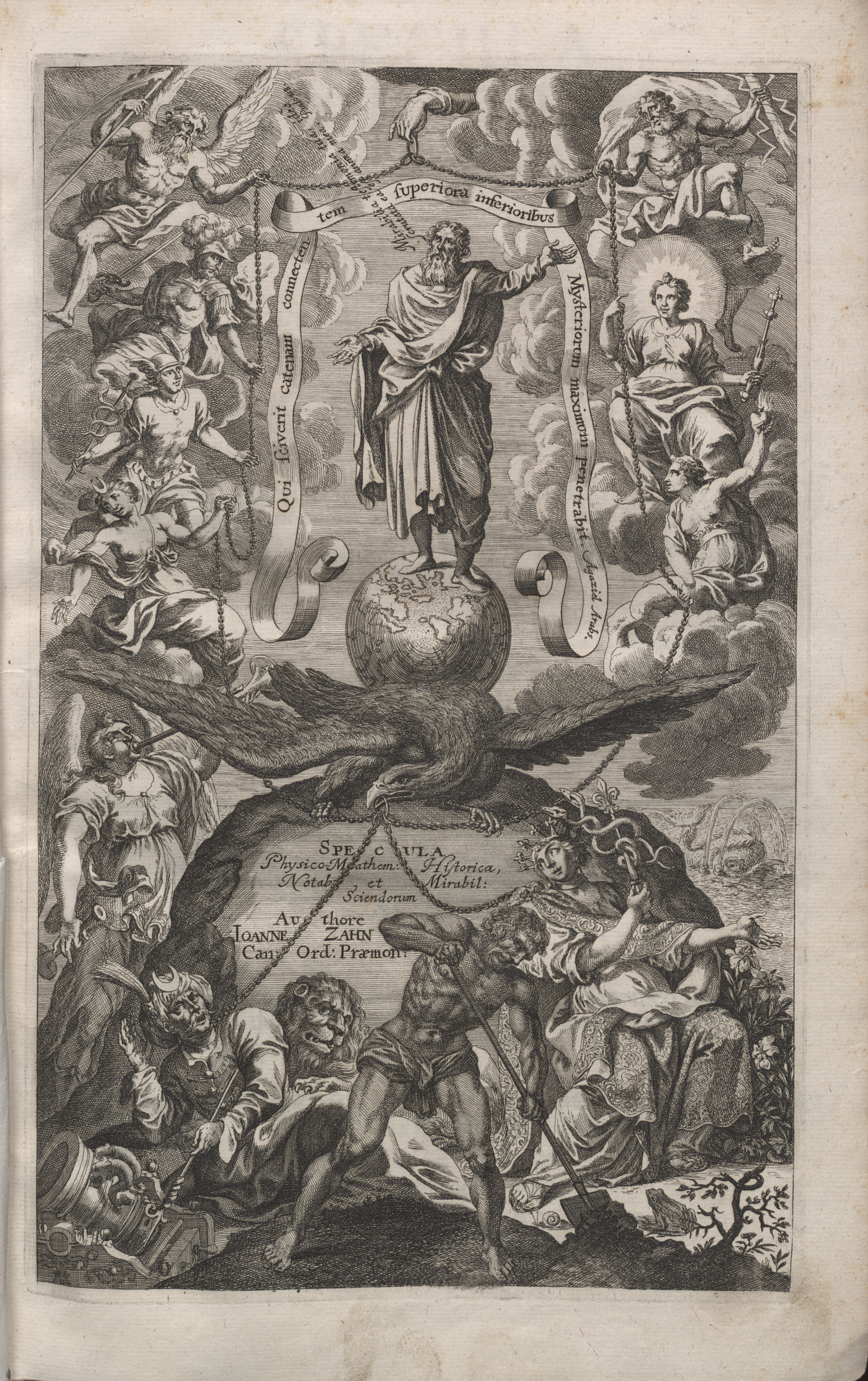
Specula physico-mathematico-historica, 1696

Le chanoine Johann Zahn (Karlstadt-sur-le-Main, 29 mars 1641 - 27 juin 1707) est un écrivain et astronome bavarois.

## Biographie
Zahn se désignait lui-même comme le disciple de l’astronome Franz Griendel von Ach de Nuremberg. Chanoine du monastère des Prémontrés d’Oberzell, il enseigna les mathématiques à l’Université de Wurtzbourg et, de 1685 à sa mort, exerça la charge d'avoué du couvent d’Unterzell.
Ses principales contributions scientifiques concernent l’optique et l’astronomie instrumentale.
Il améliora substantiellement le télescope à redresseur mis au point en 1676 par Johann Sturm, en le dotant d’un oculaire achromatique (grâce à des doublets de lentilles convexes et concaves). Il concentra le rayonnement en peignant en noir les parois de la chambre de réflexion, premiers pas vers l'appareil photographique.

## Importance
Johann Zahn est l'auteur de Oculus Artificialis Teledioptricus Sive Telescopium (Wurtzbourg, 1685). Cet ouvrage contient de nombreuses descriptions, diagrammes et illustrations de la chambre noire et de la lanterne magique, et de leurs applications à l'astronomie et à la zoologie. Par ses multiples recherches sur la lumière, Zahn est l'un des auteurs les plus prolifiques sur la chambre noire. Ses Specula physico – mathematico - historica notabilium sont une encyclopédie de sciences naturelles.

## Œuvres

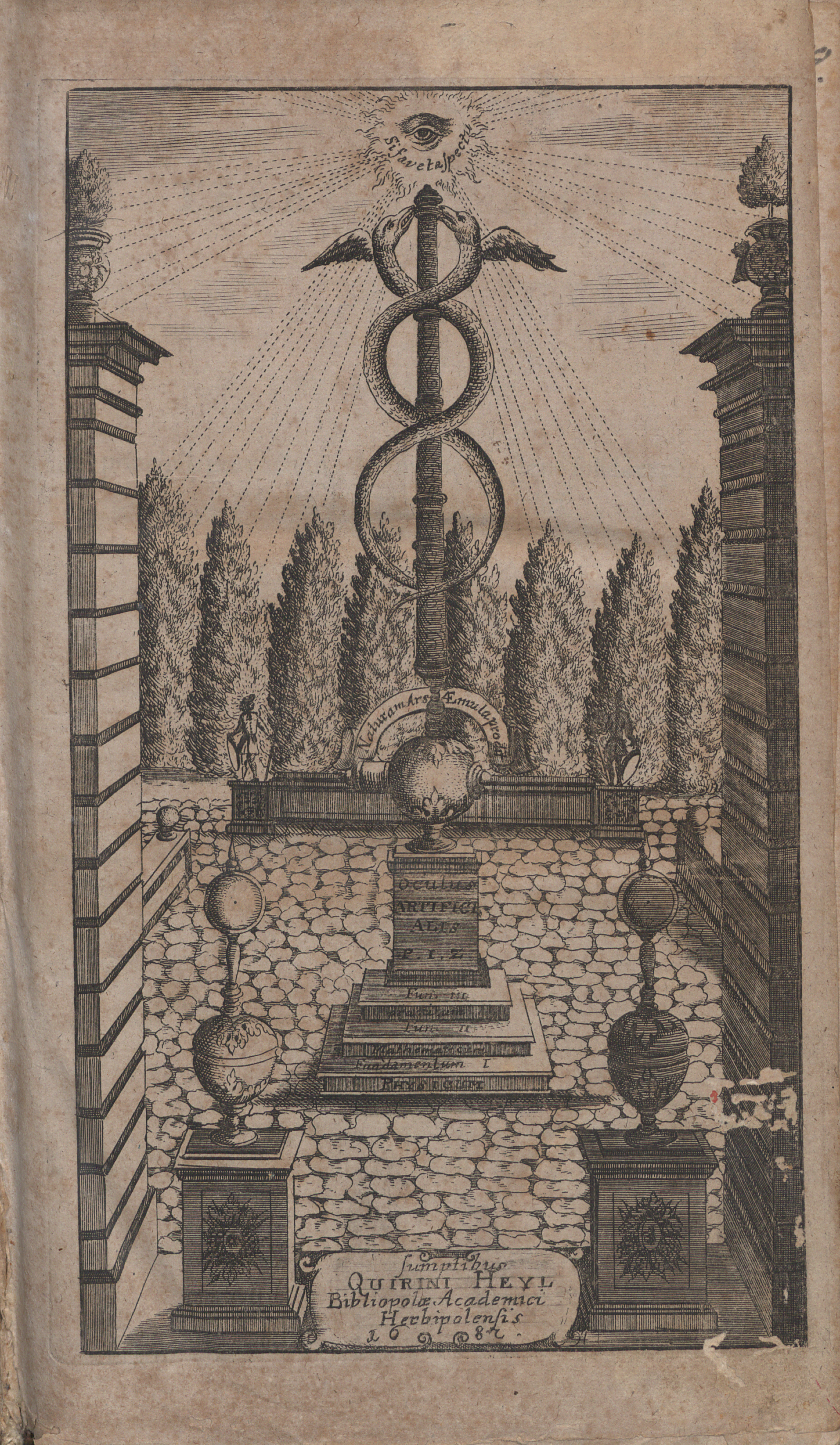
Oculus artificialis teledioptricus, 1685

- Oculus artificialis teledioptricus sive Telescopium, vol. 1, Wurtzbourg, Quirinus Heyl, 1685 (lire en ligne)
- Oculus artificialis teledioptricus sive Telescopium, vol. 2, Wurtzbourg, Quirinus Heyl, Johann Georg Drullmann, 1686 (lire en ligne)
- Oculus artificialis teledioptricus sive Telescopium, vol. 3, Herbi Poli, Quirinus Heyl, 1686 (lire en ligne)
- Specula physico-mathematico-historica notabilium ac mirabilium sciendorum, vol. 1, Nuremberg, Johann Christoph Lochner, Andreas Knorz, 1696 (lire en ligne)
- Specula physico-mathematico-historica notabilium ac mirabilium sciendorum, vol. 2, Nuremberg, Johann Christoph Lochner, Andreas Knorz, 1696 (lire en ligne)
- Specula physico-mathematico-historica notabilium ac mirabilium sciendorum, vol. 3, Nuremberg, Johann Christoph Lochner, Andreas Knorz, 1696 (lire en ligne)

## Référence
- (en) Cet article est partiellement ou en totalité issu de l’article de Wikipédia en anglais intitulé « Johann Zahn » (voir la liste des auteurs).